# Мануель Ітурра
Мануель Ітурра (ісп. Manuel Iturra, нар. 23 червня 1984, Темуко) — чилійський футболіст, що грав на позиції півзахисника, у тому числі за низку європейських клубних команд, а також за національну збірну Чилі.

## Клубна кар'єра
Народився 23 червня 1984 року в місті Темуко. Вихованець футбольної школи клубу «Універсідад де Чилі». Дорослу футбольну кар'єру розпочав 2002 року в основній команді того ж клубу, в якій провів дев'ять сезонів, взявши участь у 216 матчах чемпіонату.  Більшість часу, проведеного у складі «Універсідад де Чилі», був основним гравцем команди і двічі вигравав чилійську футбольну першість.
2011 року був відданий в оренду спочатку до португальського «Уніан Лейрія», а згодом до іспанського «Реал Мурсія». 2012 року на правах повноцінного контракту приєднався до «Малаги», а за рік продовжив виступи в Іспанії за «Гранаду».
Влітку 2015 року став гравцем «Удінезе», проте вже за півроку повернувся до Іспанії, приєднавшись на правах оренди до «Райо Вальєкано». Згодом виступав у Мексиці за «Некаксу», за іспанські «Малагу» та «Вільярреал», а також за ізраїльський  «Маккабі» (Хайфа).
Завершив ігрову кар'єру на батьківщині в команді «Депортес Ікіке», за яку виступав протягом частини 2019 року.

## Виступи за збірну
2005 року дебютував в офіційних матчах у складі національної збірної Чилі.
У складі збірної був учасником розіграшу Кубка Америки 2007 року у Венесуелі.
Загалом протягом восьмирічної кар'єри в національній команді провів у її формі 34 матчі, забивши один гол.
| Дата       | Місто          | Господарі      | Результат | Гості         | Турнір                          | Голи | Примітки |
| ---------- | -------------- | -------------- | --------- | ------------- | ------------------------------- | ---- | -------- |
| 17-8-2005  | Такна          | Перу           | 3 – 1     | Чилі          | товариський матч                | -    | 67'      |
| 26-4-2006  | Ранкагуа       | Чилі           | 4 – 1     | Нова Зеландія | товариський матч                | -    |          |
| 28-4-2006  | Талька         | Чилі           | 1 – 0     | Нова Зеландія | товариський матч                | -    | 46'      |
| 24-5-2006  | Дублін         | Ірландія       | 0 – 1     | Чилі          | товариський матч                | 1    | 27'      |
| 17-8-2006  | Сантьяго       | Чилі           | 1 – 2     | Колумбія      | товариський матч                | -    | 78'      |
| 7-10-2006  | Вінья-дель-Мар | Чилі           | 3 – 2     | Перу          | товариський матч                | -    |          |
| 11-10-2006 | Такна          | Перу           | 0 – 1     | Чилі          | Тихоокеанський кубок            | -    | 1' 90'   |
| 15-11-2006 | Вінья-дель-Мар | Чилі           | 3 – 2     | Парагвай      | товариський матч                | -    | 41'      |
| 8-2-2007   | Маракайбо      | Венесуела      | 0 – 1     | Чилі          | товариський матч                | -    |          |
| 24-3-2007  | Гетеборг       | Бразилія       | 4 – 0     | Чилі          | товариський матч                | -    | 79'      |
| 28-3-2007  | Вінья-дель-Мар | Чилі           | 1 – 1     | Коста-Рика    | товариський матч                | -    | 61'      |
| 17-4-2007  | Мендоса        | Аргентина      | 0 – 0     | Чилі          | товариський матч                | -    | 61'      |
| 2-6-2007   | Сан-Хосе       | Коста-Рика     | 2 – 0     | Чилі          | товариський матч                | -    | 83'      |
| 5-6-2007   | Кінгстон       | Ямайка         | 0 – 1     | Чилі          | товариський матч                | -    | 89'      |
| 1-7-2007   | Матурин        | Бразилія       | 3 – 0     | Чилі          | Копа Америка 2007 - 1-й етап    | -    | 26' 79'  |
| 5-7-2007   | Пуерто-ла-Крус | Мексика        | 0 – 0     | Чилі          | Копа Америка 2007 - 1-й етап    | -    |          |
| 8-7-2007   | Пуерто-ла-Крус | Чилі           | 1 – 6     | Бразилія      | Копа Америка 2007 - чвертьфінал | -    | 19'      |
| 7-9-2007   | Відень         | Швейцарія      | 2 – 1     | Чилі          | товариський матч                | -    |          |
| 11-9-2007  | Відень         | Австрія        | 0 – 2     | Чилі          | товариський матч                | -    | 67'      |
| 13-10-2007 | Буенос-Айрес   | Аргентина      | 2 – 0     | Чилі          | Відбір до ЧС 2010               | -    | 44' 62'  |
| 18-10-2007 | Сантьяго       | Чилі           | 2 – 0     | Перу          | Відбір до ЧС 2010               | -    | 66'      |
| 22-11-2007 | Сантьяго       | Чилі           | 0 – 3     | Парагвай      | Відбір до ЧС 2010               | -    | 46'      |
| 26-1-2008  | Токіо          | Японія         | 0 – 0     | Чилі          | товариський матч                | -    |          |
| 30-1-2008  | Сеул           | Південна Корея | 0 – 1     | Чилі          | товариський матч                | -    |          |
| 4-6-2008   | Ранкагуа       | Чилі           | 2 – 0     | Гватемала     | товариський матч                | -    |          |
| 7-6-2008   | Вальпараїсо    | Чилі           | 0 – 0     | Панама        | товариський матч                | -    |          |
| 25-9-2008  | Карсон         | Мексика        | 0 – 1     | Чилі          | товариський матч                | -    |          |
| 18-1-2009  | Форт-Лодердейл | Гондурас       | 0 – 1     | Чилі          | товариський матч                | -    |          |
| 11-2-2009  | Полокване      | ПАР            | 0 – 2     | Чилі          | товариський матч                | -    | 86'      |
| 2-4-2009   | Сантьяго       | Чилі           | 0 – 0     | Уругвай       | Відбір до ЧС 2010               | -    | 39' 46'  |
| 29-5-2009  | Тіба           | Бельгія        | 1 – 1     | Чилі          | товариський матч                | -    | 32'      |
| 15-10-2009 | Сантьяго       | Чилі           | 1 – 0     | Еквадор       | Відбір до ЧС 2010               | -    |          |
| 16-5-2010  | Мехіко         | Мексика        | 1 – 0     | Чилі          | товариський матч                | -    | 58' 60'  |
| 14-11-2012 | Санкт-Галлен   | Чилі           | 1 – 3     | Сербія        | товариський матч                | -    | 46'      |
| Усього     |                | Матчів         | 34        |               | Голів                           | 1    |          |

## Титули і досягнення
- Чемпіон Чилі (2):

«Універсідад де Чилі»: Апертура 2004, Апертура 2009